# Carlo Rossi (Architekt)

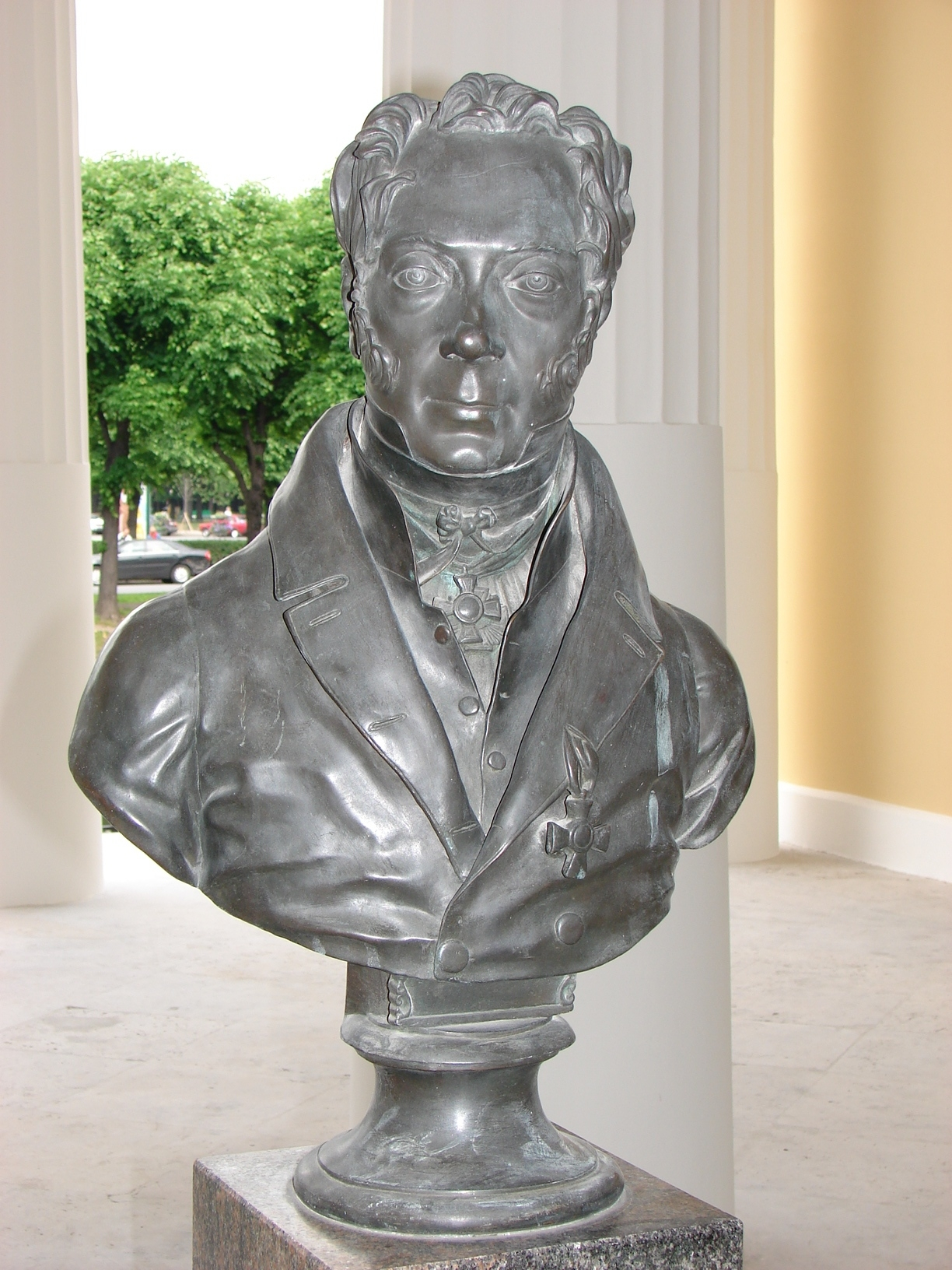
Büste von Carlo Rossi

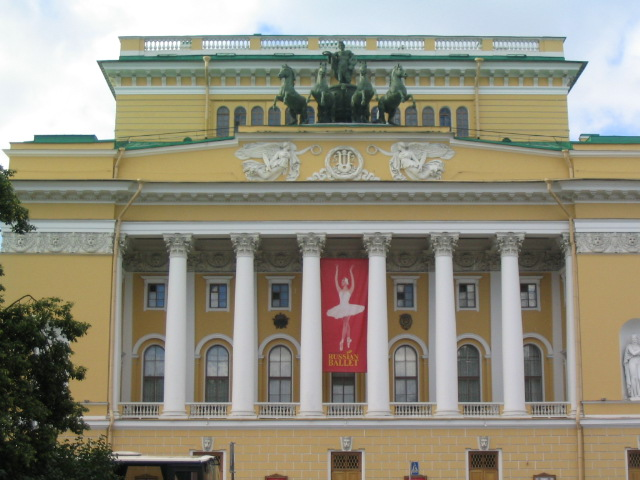
Alexandra-Theater in Sankt Petersburg

Carlo di Giovanni Rossi (auch Karl Iwanowitsch Rossi; * 29. Dezember 1775 in Neapel (?); † 6. Apriljul. / 18. April 1849greg. in Sankt Petersburg), wahrscheinlich aus Sessa, war ein italienisch-russischer Architekt. Bekannt wurde er vor allem dadurch, dass er große Teile des Sankt Petersburger Stadtzentrums im Stil des Klassizismus gestaltete.

## Leben
Carlo Rossi wurde als Sohn eines nicht näher bekannten Giovanni Rossi und von Gertruda Ablecher, spätere Gertruda Lepic, einer Ballerina aus München, geboren. Nach anderen Quellen gilt sein Vater als unbekannt. Zeitgenössische Gerüchte gingen so weit, Zar Paul I. als Vater zu vermuten. Die Mutter hatte am Teatro Reale di Napoli Ballett gelernt. Mit ihr lebte Rossi ab 1782 in Paris und danach in London, nachdem ein Tänzer mit Namen Vestris gegen sie intrigiert hatte. Durch ein Empfehlungsschreiben des Botschafters Ivan Simolin ging die Mutter mit ihrem neuen Ehemann Charles Lepic nach Russland.
Die Familie wohnte zunächst im Hotel Paris am Newski-Prospekt, bevor sie eine eigene Wohnung am Theater bezog. Rossi besuchte die deutschsprachige Peterschule. Sein Stiefvater erhielt ein Sommerhaus bei Pawlowsk. Dort freundete sich dieser mit dem italienischen Architekten Vincenzo Brenna an. Rossi begann bei ihm eine Architektenlehre. 1796 stieg er zu dessen Ersten Assistenten auf, 1800 wurde er Hilfsarchitekt und 1801 Architekt. Darauf ging Brenna zurück nach Italien. Rossi erhielt ein Stipendium von 600 Rubel, da von ihm erwartet wurde, dass er sich dort weiterbildete. So ging auch er bis 1804 nach Italien und studierte an der Akademie von Florenz. Im Juli 1804 kehrte er nach Russland zurück, wo er 1809 auf Baustellen in Moskau und Twer tätig war.
Ab 1814 arbeitete er wieder in Sankt Petersburg. Er heiratete 1816 Anna Paulsen, mit der er die Kinder Alexandr, Mikhail, Karl und Zinaida hatte. 1822 heiratete er nach dem Tod seiner ersten Frau Sofia Andersen. Mit ihr hatte er die sechs Kinder Lev, Nikolaj, Maria, Sofia, Ekaterina und Leontina. Er wurde mit der Leitung des Bauprojekts einer Glas- und Porzellanfabrik des kurz zuvor verstorbenen Thomas de Thomon beauftragt. Die zaristische Monarchie vertraute Rossi zahlreiche Prestigeprojekte an und so stieg sein Einkommen von 1500 Rubel um 1812 auf 15.000 Rubel um 1829. Am 24. März 1816 wurde er zum kaiserlichen Architekten ernannt. Zusammen mit Agustín de Betancourt, Wassili Stassow, Antoine-François Mauduit und weiteren Architekten und Ingenieuren ließ er die ehrgeizigen Wasserabauvorhaben verwirklichen, die das Aussehen der Stadt an der Newa bis heute bestimmen. Für den russischen Hochadel entstanden zahlreiche Stadtpalais und auch das Michaelspalais, in dem das Russische Museum einzog, wurde von ihm entworfen. 1827 bis 1832 folgte die Umsetzung des Alexandrinski-Theaters unter seiner Leitung. 1827 wurde der Neubau des Senatspalasts ausgeschrieben, für den Rossi zwei Jahre später seinen Vorschlag einreichte. Die Bauarbeiten brachte er 1834 zum Abschluss. Auch kirchliche Bauten und Ausstattungen für Lustgärten entwarf er.
Rossi arbeitete bevorzugt mit den Bildhauern Stepan Pimenow und Wassilij Demut-Malinowskij. 1832 nahm er aus gesundheitlichen Gründen seinen Abschied mit staatlicher Pension, arbeitete jedoch weiterhin als Architekt an verschiedenen kleineren Vorhaben. Trotz seines guten und stetig steigenden Einkommens lebte die Familie Rossi in schwierigen finanziellen Verhältnissen, da Rossi stark verschuldet war. Er starb 1849 an der Cholera und wurde in der protestantischen Sektion des Petersburger Wolkowo-Friedhofs beerdigt. Für die Beisetzungskosten musste der Staat aufkommen. Später wurde er auf den Lazarus-Friedhof beim Alexander-Newski-Kloster umgebettet.

## Werke (Auswahl)
- Saltykow-Schtschedrin-Bibliothek
- Michaels-Palais, Russisches Museum (1819–1825)[4]
- Jelagin-Palais auf der Jelagin-Insel[4]
- Alexandrinski-Theater (Alexandra-Fjodorowna-Theater)[4]
- Platz der Künste, vor dem Russischen Museum
- Petersburger Adelsversammlung (Auftrag 1834)[4]
- Grand Hotel Europe, Fassade zum Newski-Prospekt
- mehrere Interieurs des Winterpalastes
- Interieurs des Pawlowsker Schlosses und der Rossi-Pavillon im Park (1814)[4]
- Interieurs im Reisepalast, Twer[4]
- Hofpavillons des Anitschkow-Palais
- Senat und Synode[4]
- Generalstabsgebäude (1819–1829)[4]
- Caféhaus im Sommergarten (1826)[4]
- Rossi-Straße[4]
- Russische Nationalbibliothek (zweite Bauphase, 1828–1834)[4]
- Auferstehungskirche, Twer
- St. Peter und Paul, Tallinn (Estland)